# Dona Rosa
Dona Rosa, właśc. Rosa Francelina Dias Martins (ur. 1 lutego 1957 w Porto) – portugalska śpiewaczka fado.

## Dyskografia
- 2000 – Histórias da Rua
- 2003 – Segredos
- 2007 – Alma Livre